# 多鱗斯氏脂䲁
多鱗斯氏脂䲁（學名：Starksia multilepis），為輻鰭魚綱䲁形目脂䲁科斯氏脂䲁屬的一個種，分布於西南大西洋巴西羅卡斯群島和費爾南多·迪諾羅尼亞島海域，背鰭硬棘20枚、背鰭軟條8枚、臀鰭硬棘2枚、臀鰭軟條16-17枚，體長可達2.2公分，棲息在礁石區，生活習性不明。